# Rob Schneider
Robert Michael "Rob" Schneider (San Francisco, Kalifornija, 31. listopada 1963.) je američki glumac, komičar, redatelj i scenarist. 
Započeo je svoju komičarsku karijeru u "Saturday Night Live-u" 1988 godine. Najpoznatiji je po komediji "Životinja" i Muški žigolo.

## Rani život
Schneider je rođen u San Franciscu u Kaliforniji, majka mu je Pilar Schneider, bivša učiteljica u vrtiću, a otac Marvin Schneider, broker nekretninama. Maturirao je 1982. u srednjoj školi "Terra Nova".

## Glumačka karijera
Schneider je svoju komičarsku i glumačku karijeru poečeo 1988. u emisiji "Saturday Night Live", kada je u početku samo gostovao u emisijama, da bi 1990. godine dobio stalni posao i tamo se zadržao do 1994. godine. U "SNL-u" je stekao dobrog prijatelja Adama Sandlera s kojim je kasnije napravio mnogo komedija. Proslavio se oponašajući mnoge poznate i slavne ličnosti kao što su Adolf Hitler i Billy Crystal.
Nakon odlaska iz "SNL-a" Schneider je glumio u komedijama i humorističnim serijama ("Surf Ninjas", "Sudac Dredd", "The Beverly Hillbillies", "Demolition Man" i "Down Periscope") što mu je donijelo nove i bolje uloge. Proslavio se ulogom Mikea Mitchella u filmu "Muški Žigolo" (1999). Da bi iste godine dobio sporednu ulogu "glupavog" dostavljača u filmu "Tata od formata" i kasnije dobivao glavne uloge.
Prvi samostalni hit Schneider je napravio ulogom u fimu Životinja u kojem je glumio čovjeka kojem nakon nesreće doktor ugradi organe životinja. U njegovoj karijeri snimo je desetak filmova s Adamom Sandlerom što mu je donijelo slavu a njegov lik Nazoa, talijanskog glupavog dostavljača protezao se iz hitova u hitove. Kasnije je napravio nastavak "Muškog žigola" koji se zvao "Europski žigolo". Jedan od najvećih hitova mu je "Zgodni komad" u kojem glumi čovjeka koji zamijeni tijelo s zloglasnim kriminalcem. 
Schneider je snimio još mnogo komedija i trenutno su dvije pri završetku. U jednoj je glavni redatelj.

## Privatni život
1996. Schneider je osnovao "Rob Schneider Music Foundation" koja brine da sve osnovne i srednje škole dobiju instrumente i glazbala.
Posjeduje i noćni klub San Franciscu, "DNA Lounge".
Brine o okolišu te vozi Toyotin hibridni automobil.

## Filmografija
| Godina | Film                               | Uloga                   |
| 1990.  | Marsovci, idite doma               | Voyeur Martian          |
| 1991.  | Necessary Roughness                | Chuck Neiderman         |
| 1992.  | Sam u kući 2                       | Cedric hoteljer         |
| 1993.  | Surf Ninjas                        | Iggy                    |
| 1993.  | Demolition Man                     | Erwin                   |
| 1993.  | The Beverly Hillbillies            | Woodrow Tyler           |
| 1995.  | Sudac Dredd                        | Fergie, Herman Ferguson |
| 1996.  | Down Periscope                     | Martin Pascal           |
| 1996.  | Pinokiove Avanture                 | Volpe                   |
| 1998.  | Knock Off                          | Tommy Hendricks         |
| 1998.  | Vodonoša                           | Townie                  |
| 1999.  | Muški žigolo                       | Deuce Bigalow           |
| 1999.  | Tata od formata                    | Nazo                    |
| 1999.  | Lutke iz svemira                   | TV Producer             |
| 2000.  | Mali Nicky                         | Townie                  |
| 2001.  | Životinja                          | Marvin Mange            |
| 2002.  | Mr. Deeds                          | Nazo                    |
| 2002.  | 8 ludih noći                       | Kineski konobar         |
| 2002.  | Zgodni komad                       | Clive                   |
| 2004.  | 50 prvih spojeva                   | Ula                     |
| 2004.  | Put oko svijeta za 80 dana         | Hobo                    |
| 2005.  | The Longest Yard                   | Punky                   |
| 2005.  | Europski žigolo                    | Deuce Bigalow           |
| 2006.  | Bakin dečko                        | Yuri                    |
| 2006.  | The Benchwarmers                   | Gus                     |
| 2006.  | Click                              | Prince Habeeboo         |
| 2006.  | Ugriz morskog psa                  | Nerissa                 |
| 2006.  | Mali čovjek                        | Dinosaur Rex            |
| 2007.  | Proglašavam vas Larryjem i Chuckom | Azijski Ministar        |
| 2008.  | You Don't Mess with the Zohan      | Salim                   |
| 2008.  | Veliki Stan                        | Stan Minton             |

#### Nadolazeće
| Godina | Film                     | Uloga |
| 2008.  | Noina Arka: Novi početak |       |
| 2008.  | Odabran                  |       |

## Vanjske poveznice
- Službena stranica
- Rob Schneider u internetskoj bazi filmova IMDb-u (engl.)
- The Rob Schneider Music Foundation  Arhivirana inačica izvorne stranice od 16. svibnja 2007. (Wayback Machine)
- Environmental Media Awards  Arhivirana inačica izvorne stranice od 6. rujna 2007. (Wayback Machine)